# Pridraga
Pridraga est un village de la municipalité de Novigrad (Comitat de Zadar) en Croatie. Au recensement de 2011, le village comptait 1470 habitants.